# 仓贝格
仓贝格是德国巴伐利亚州的一个市镇。总面积9.84平方公里，总人口1092人，其中男性531人，女性561人（2011年12月31日），人口密度111人/平方公里。